# Родел (Западна Вирџинија)
Родел (енгл. Rhodell) град је у америчкој савезној држави Западна Вирџинија.

## Демографија
По попису из 2010. године број становника је 173, што је 61 (-26,1%) становника мање него 2000. године.
| Група             | 2000.       | 2010.       |
| Белци             | 226 (96,6%) | 168 (97,1%) |
| Афроамериканци    | 3 (1,3%)    | 4 (2,3%)    |
| Азијати           | 0 (0,0%)    | 0 (0,0%)    |
| Хиспаноамериканци | 3 (1,3%)    | 0 (0,0%)    |
| Укупно            | 234         | 173         |